# 澳大利亚麻鸭
澳大利亚麻鸭（英語：Australian Shelduck），又名棕胸麻鸭，是麻鸭的一个种属，属于鸭科，体型大，与鹅相似。其种名“Tadorna”来自凯尔特语，意思是“杂色水鸟”。1974年被澳大利亚当局列入物种保护名单。

## 特征
一般来说，雄性澳大利亚麻鸭的羽毛以黑色为主，胸部以栗色为主，脖子上有一圈白色的环，头部则为深绿色。雌性也与雄性相似，但雌性的眼眶呈白色，骨架也比雄性的要小一些。而雄雌两者的翅膀都是白色的。棕胸麻鸭体重约1418.68克，翼长约353.5毫米，嘴峰长约51毫米，喙宽度约19毫米，喙厚度约15.8毫米，跗蹠长约61.9毫米，尾长约106毫米。

## 分布和栖息地
澳大利亚麻鸭大多在澳大利亚南部和塔斯马尼亚繁衍。在冬季，由于北部更温暖，它们就飞到栖息地更北的地方。与其他麻鸭一样，澳大利亚麻鸭有它们自己喜爱、固定的换毛地区，譬如乔治湖，新南威尔士。澳大利亚麻鸭原始的栖息地是在空旷野地的湖泊附近。它们在树上、在河岸边钻洞，建巢。